# Azrieli Center Circular Tower
Azrieli Center Circular Tower (hebr. מגדל עזריאלי העגול; nazywany także Migdal Azrieli HaAgol) – biurowiec w osiedlu Ha-Kirja we wschodniej części miasta Tel Awiw, w Izraelu. Przez trzy lata był to najwyższy budynek w Izraelu.

## Historia

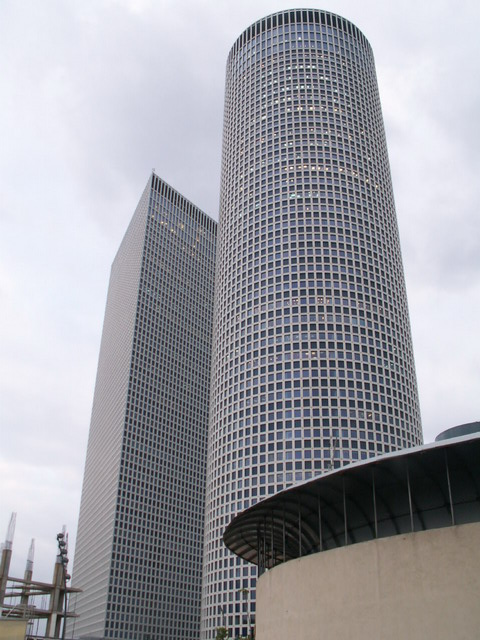
Azrieli Center Circular Tower

W 1996 rozpoczęto budowę Centrum Azrieli, wchodzącego w skład Północnej Strefy Biznesowej HaKirya.
Budowę wieżowca ukończono w 1999.

## Dane techniczne
Budynek ma 49 kondygnacji i wysokość 187 metrów. Podstawa budynku ma kształt okręgu o obwodzie 141 metrów i średnicy 44 metrów. Cały budynek ma kształt walca.
Wieżowiec wybudowano w stylu architektonicznym określanym nazwą postmodernizmu. Wzniesiono go z betonu. Elewacja jest wykonana z granitu, szkła i paneli aluminiowych w kolorach białym i granatowym.

## Wykorzystanie budynku
W podstawie budynku umieszczono centrum handlowe z licznymi restauracjami, kawiarniami i kinem. W podziemiach znajduje się parking samochodowy. Sam wieżowiec jest wykorzystywany jako luksusowy biurowiec oferujący przestrzeń biurową pod wynajem. Na 48. piętrze swoje biura ma deweloper David Azrieli, od nazwiska którego Centrum Azrieli wzięło swą nazwę.
Na 49. piętrze znajduje się najwyżej położona w Izraelu restauracja. Roztacza się stąd panorama na całe miasto i Morze Śródziemne. Platforma widokowa jest dostępna dla publiczności przez sześć dni w tygodniu (poza poniedziałkiem). Na dachu znajduje się lądowisko dla helikopterów. Budynek jest oświetlony w nocy.